# Renault 4 E-Tech
Der Renault 4 E-Tech ist ein Elektroauto des französischen Automobilherstellers Renault. 

## Geschichte
Eine Studie für den neuen R4 wurde 2022 vorgestellt. Sie ist mit 4,06 m rund 8 cm kürzer als die Serienversion. Mit den jetzigen Maßen liegt der R4 E-Tech zwischen dem Clio und Captur. Wie schon beim Renault 5 E-Tech, der trotz höherer Nummerierung kleiner ist, orientiert sich das Design am historischen Renault 4 und mischt futuristische mit Retroelementen. Das zeigt sich beispielsweise an der Form des Tagfahrlichts und der Rückleuchten, den drei in den Türenblechen eingearbeiteten Längsstreifen, dem wahlweise erhältlichen Faltdach oder der C-Säule, die diagonal nach hinten ausgerichtet ist. Der Verkauf begann im März 2025, die ersten Modelle werden seit Ende Juni 2025 an die Kunden übergeben.
Eine Allrad-Version präsentierte Renault mit der Studie Savane 4×4 Concept während der French Open 2025. Sie hat einen zweiten Elektromotor an der Hinterachse und eine um 1,5 cm höhere Bodenfreiheit. Die gleichen Eigenschaften hat die Studie Vision4Rescue.

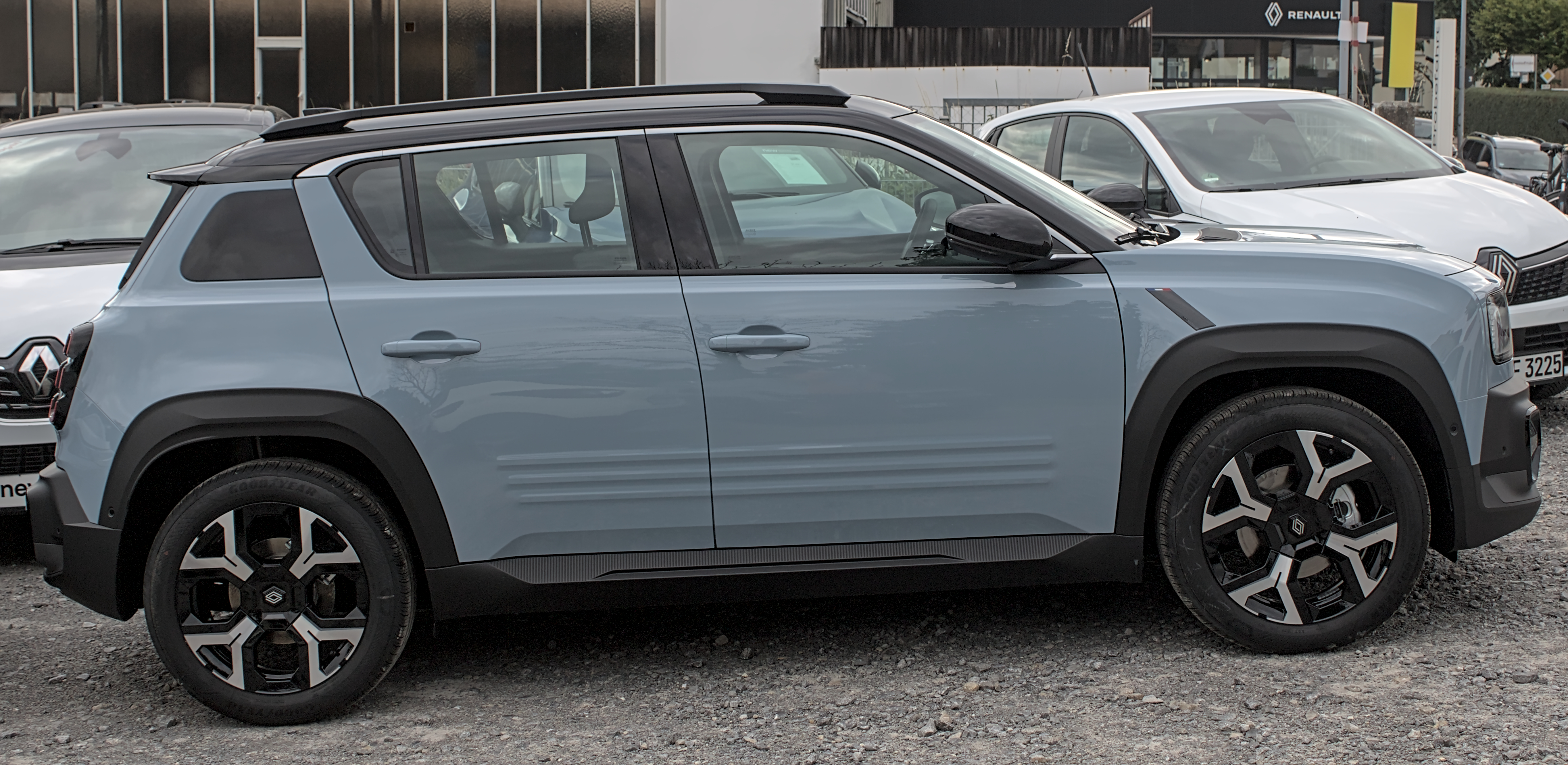
Seitenansicht
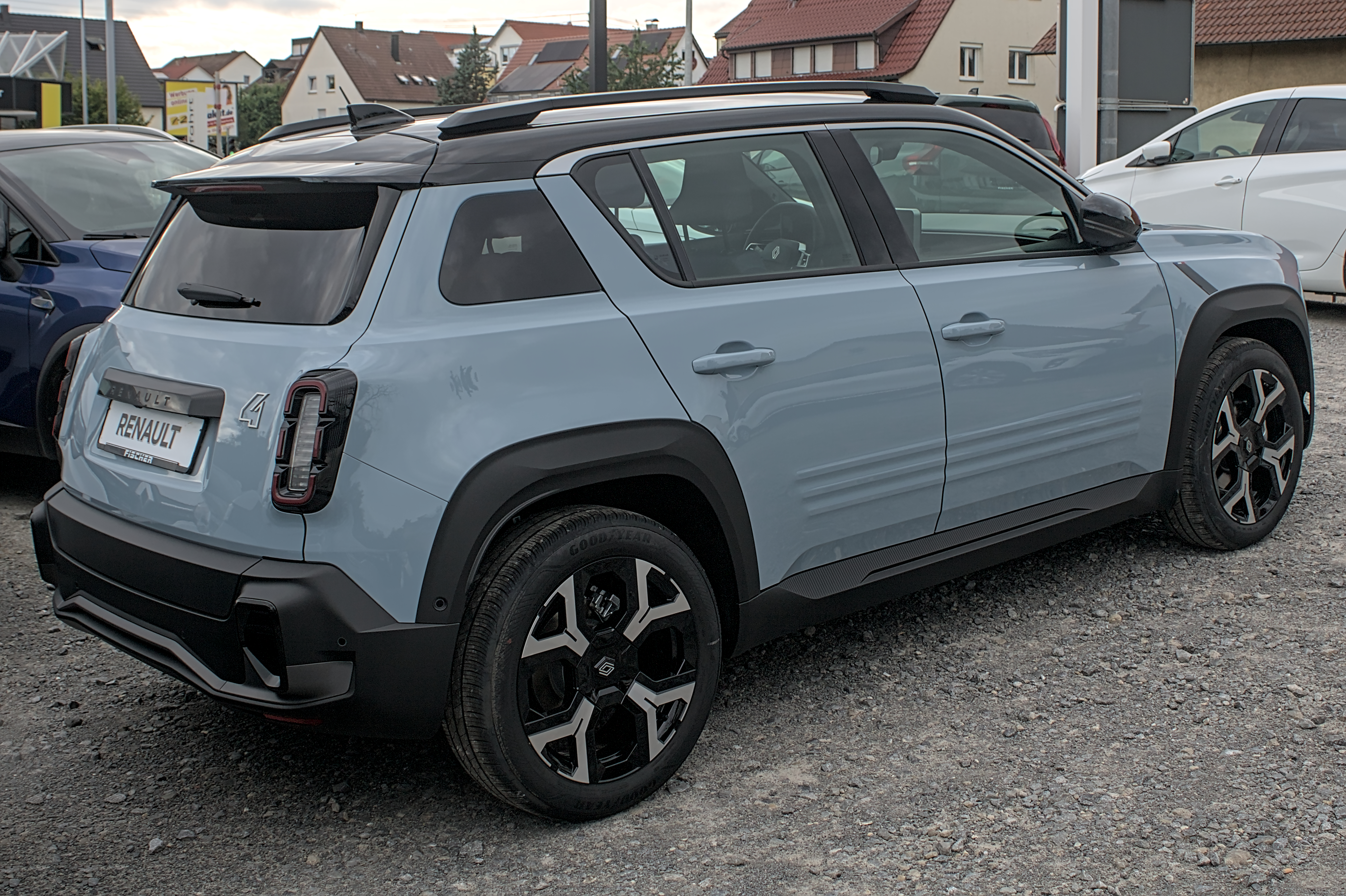
Heckansicht
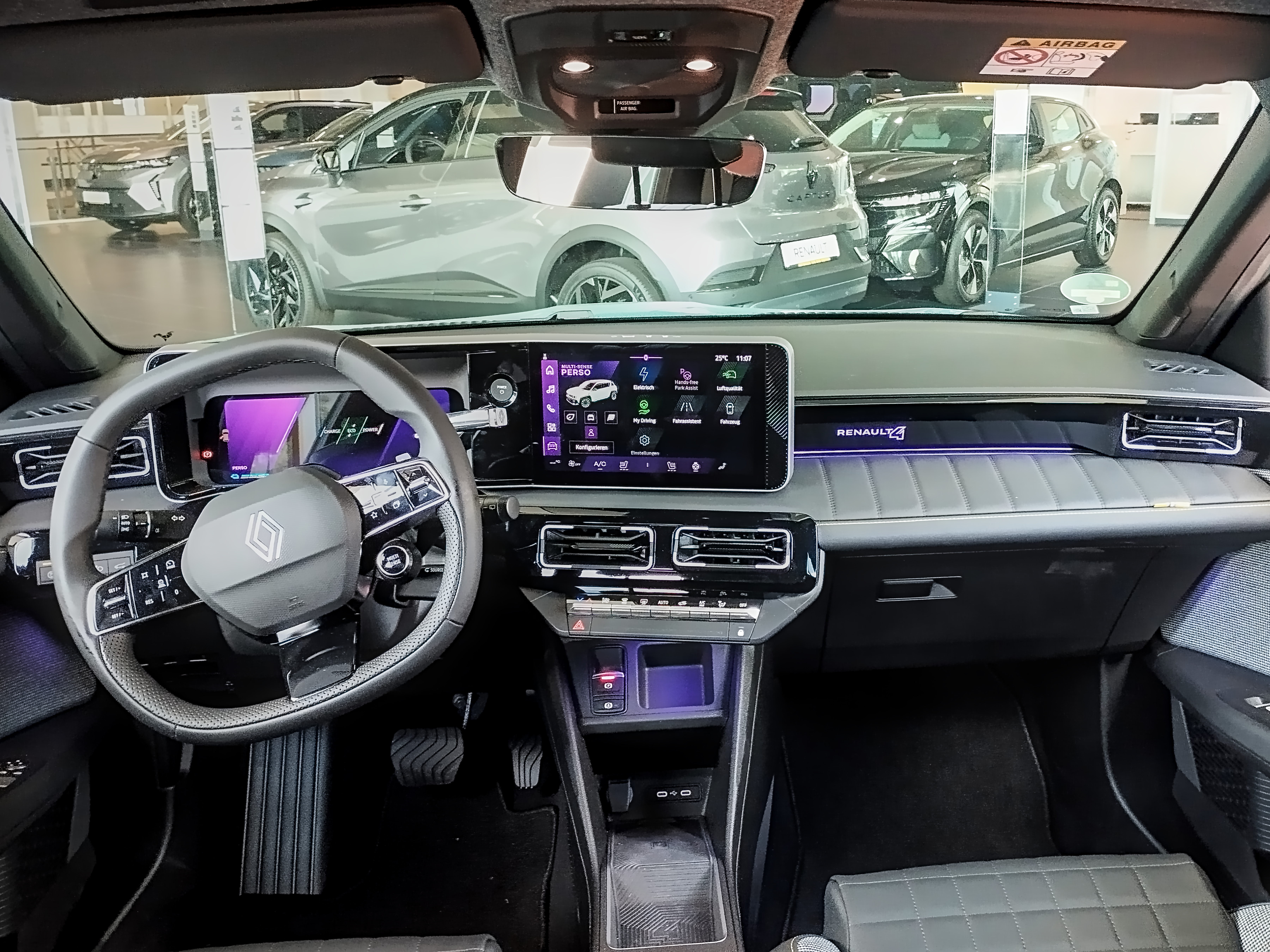
Innenansicht
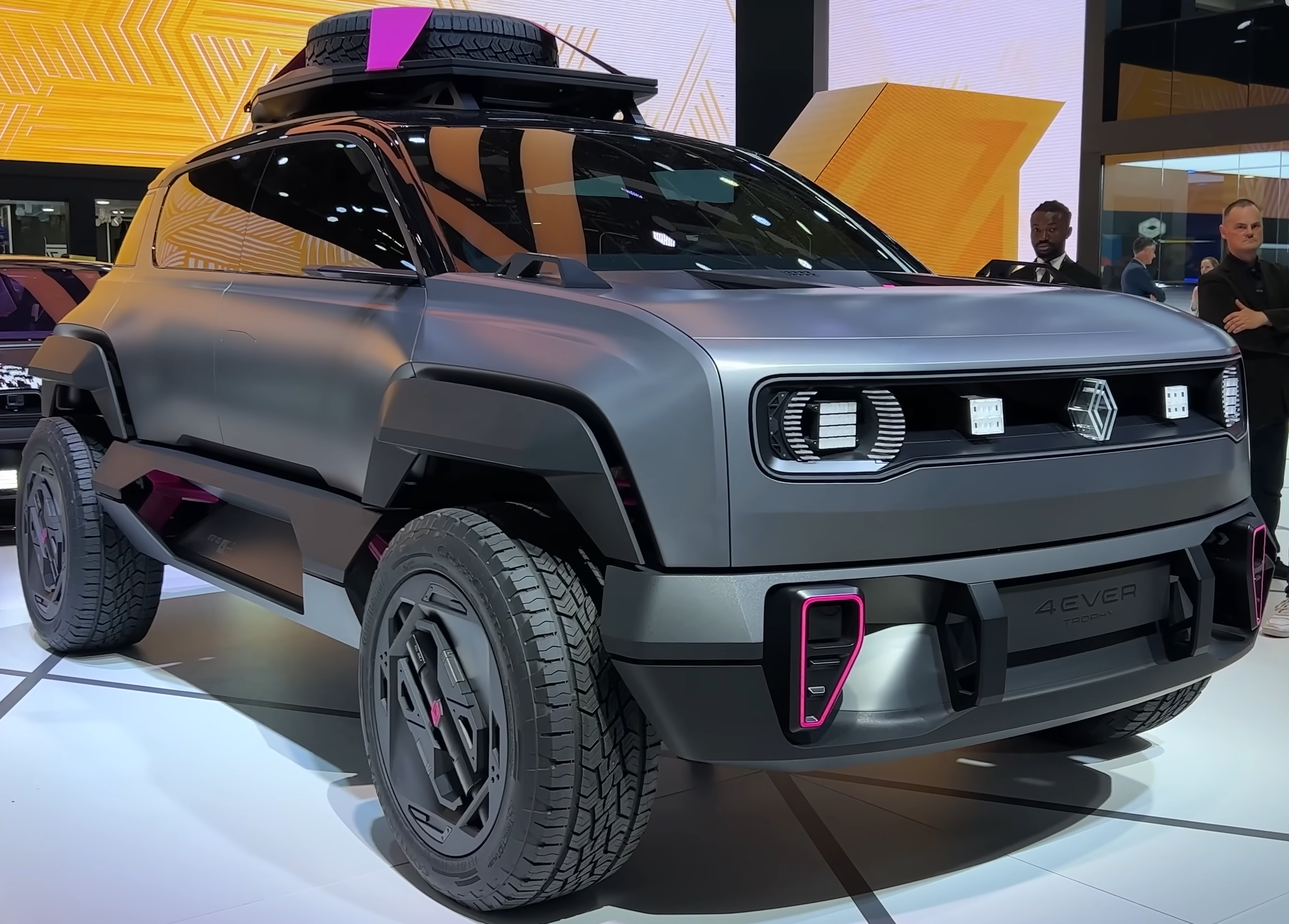
Renault 4Ever Trophy (2022)
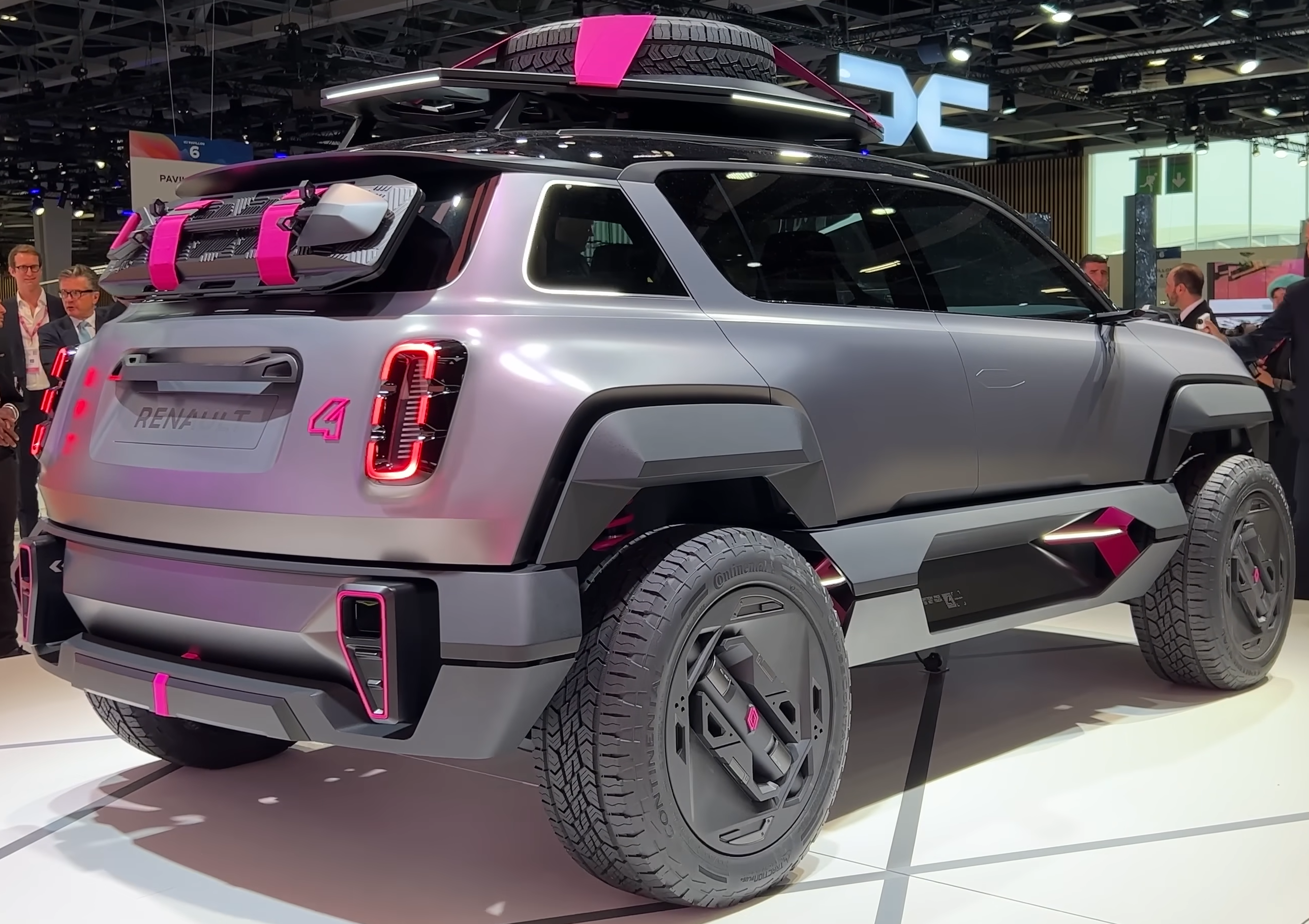
Heckansicht

## Sicherheit
Im Mai 2025 wurde vom Euro NCAP die Crashtest-Beurteilung des 4 E-Tech bekanntgegeben. Er erhielt vier von fünf möglichen Sternen.

## Technik
Angeboten werden zwei Akkumulatoren mit einem Energieinhalt von 40 oder 52 kWh. Der kleinere wird mit einem Elektromotor mit einer Leistung von 90 kW (122 PS) kombiniert, der größere mit einer Leistung von 110 kW (150 PS). Die Reichweiten werden mit rund 300 bzw. 400 km nach WLTP angegeben. Das Drehmoment der Motoren liegt bei maximal 225 bzw. 245 Nm. Angetrieben werden immer die Vorderräder. Die Beschleunigung von 0 auf 100 km/h gelingt bei der stärkeren Version in 8,2 s. Die Höchstgeschwindigkeit beträgt 150 km/h. Die Ladeleistungen liegen bei Wechselspannung bei 11 kW, bei Gleichspannung bei bis zu 100 kW. Außerdem kann die Hochvoltbatterie mittels Routenplaner vorkonditioniert werden. Das Kofferraumvolumen liegt bei 420 Litern, davon entfallen 35 auf ein Fach im Unterboden. Weitere 23 Liter Stauraum verteilen sich im Innenraum. Sowohl die Rücksitze als auch der Beifahrersitz lassen sich umklappen, sodass bis zu 2,20 m lange Gegenstände eingeladen werden können.

## Technische Daten
|                                                | 4 E-Tech 120                        | 4 E-Tech 150                        |
| ---------------------------------------------- | ----------------------------------- | ----------------------------------- |
| Bauzeitraum                                    | seit 06/2025                        | seit 06/2025                        |
| Motorkenndaten                                 |                                     |                                     |
| Motortyp                                       | Elektromotor                        | Elektromotor                        |
| Motorbauart                                    | Fremderregter Synchron-Elektromotor | Fremderregter Synchron-Elektromotor |
| max. Leistung                                  | 90 kW (122 PS)                      | 110 kW (150 PS)                     |
| Dauerleistung                                  | k. A.                               | k. A.                               |
| max. Drehmoment                                | 225 Nm                              | 245 Nm                              |
| Kraftübertragung                               |                                     |                                     |
| Antrieb                                        | Vorderradantrieb                    | Vorderradantrieb                    |
| Getriebe                                       | Eingang-Untersetzungsgetriebe       | Eingang-Untersetzungsgetriebe       |
| Antriebsbatterie                               |                                     |                                     |
| Zellchemie                                     | Nickel-Mangan-Kobalt                | Nickel-Mangan-Kobalt                |
| Energieinhalt                                  | 40 kWh                              | 52 kWh                              |
| Messwerte                                      |                                     |                                     |
| Höchstgeschwindigkeit                          | 150 km/h (abgeregelt)               | 150 km/h (abgeregelt)               |
| Beschleunigung, 0–100 km/h                     | 9,2 s                               | 8,2 s                               |
| Energieverbrauch auf 100 km (WLTP, kombiniert) | 14,7 kWh                            | 15,1 kWh                            |
| Reichweite nach WLTP                           | 308 km                              | 408 km                              |
| Max. Ladeleistung (AC)                         | 11 kW                               | 11 kW                               |
| Max. Ladeleistung (DC)                         | 80 kW                               | 100 kW                              |
| Ladedauer DC 15–80 %                           | 30 Minuten                          | 30 Minuten                          |
| Leergewicht mit Fahrer                         | 1410 kg                             | 1462 kg                             |
| zulässiges Gesamtgewicht                       | 1981 kg                             | 1981 kg                             |